# عمق پشیمانی
«عمق پشیمانی» (انگلیسی: The Abyss of Repentance) یک فیلم صامت لهستانی در سبک درام است که در سال ۱۹۲۳ منتشر شد. این فیلم در کوه‌های تاترا فیلمبرداری شده بود.